# Яременко, Василий Васильевич
Васи́лий Васи́льевич Яре́менко (укр. Василь Васильович Яременко, родился 12 февраля 1932 в Сенно) — советский и украинский филолог, директор Института культурологических и этнополитических исследований Межрегиональной академии управления персоналом (с января 2003), глава Федерации патриотических изданий (с 2003), научный сотрудник научно-исследовательской лаборатории гринченковедения Киевского университета имени Бориса Гринченко (с 2013).

## Биография

### Образование и карьера
Отец — Василий Макарович (1888—?), колхозник, репрессирован. Мать — Кристина Леонтьевна (1896—1995) — колхозница. Окончил Великосорочинское педагогическое училище в 1951 году и филологический факультет Киевского педагогического института (1956—1961). Там же окончил аспирантуру (1961—1964) и защитил кандидатскую диссертацию «Творчество Бориса Гринченко» в 1968 году.
С октября 1966 по январь 2001 года — преподаватель, старший преподаватель, доцент и профессор (1994) Киевского университета имени Т. Г. Шевченко. В 1989—1990 годах — заместитель главы общества украинского языка имени Т. Г. Шевченко. Член КПСС (с 1972). Член редколлегии журнала «Дніпро» с 1990 года.

### Научная деятельность
Автор более 200 публикаций, среди которых выделяются «История украинской журналистики» (1983, соавтор), «Ключи от родной хаты сохранились» (1992), «Повесть временных лет» (1990, перевод на украинский, комментарии, послесловие) и др. Автор более 40 книжек, среди которых выделяются «Украинская поэзия XVI века» (1987), «Украинское слово» (в 4 томах; Т.1, 1994; Т.2, 2001; Т.3, 2003), «Золотое слово» (в двух томах, 2002), собраний сочинений Б. Д. Гринченко (в двух томах, 1963), П. А. Кулиша, В. Е. Свидзинского, Г. А. Чупрынки, Н. Г. Кулиша, А. Я. Чайковского, В. А. Симоненко. Рецензент энциклопедического справочника Н.М.Сухомозского и Н.П.Аврамчук «Украина в мире» — победителя номинации «Книжка года» IX Всеукраинского рейтинга (2007 год).

### Скандалы
- Яременко известен своими антисемитскими заявлениями. Так во вступлении к книге Матвея Шестопала «Евреи на Украине», опубликованной в 1998 году в журнале «Дніпро», он неоднократно презрительно высказывался о евреях — в том числе и о своих коллегах в Киевском университете[3]. В 2003 и 2004 годах Яременко опубликовал не менее скандальные книги «Евреи на Украине сегодня» и «Украина в тисках сионизма» (МАУП). Из-за одной из статей антисемитской направленности, написанной Яременко, в 2004 году была закрыта газета «Сільські вісті»[4].
- В 1998 году Яременко опубликовал «Новый толковый словарь украинского языка» в четырёх томах совместно со Оксаной Слипушко[укр.], который авторы «Словаря украинского языка» в 11 томах назвали «98-процентным плагиатом чистейшенькой воды»[5].

### Личная жизнь
Супруга — Светлана Михайловна (р. 1947), учительница украинского языка и литературы в гимназии № 117 имени Леси Украинки. Дети:
- Олесь (р. 1965), инженер-программист
- Богдан (р. 1971), дипломат, генеральный консул Украины в Стамбуле
- Ярослав (р. 1978), юрист.

Владеет словацким, польским, немецким, чешским и старославянским языками. Увлечения: шахматы, архивы, книги.

## Награды
- Лауреат премии имени Григория Сковороды (1993)
- Лауреат премии «Дружба» (1995)
- Отличник образования Украины (1997)
- Лауреат международной премии имени Владимира Винниченко[укр.] (2012)
- Орден «За заслуги» II ст. (2016)[6]
- Орден «За заслуги» I ст. (2021)[7].